# جهانبخش محبی‌نیا
جهانبخش محبی‌نیا (زادهٔ ۱۳۴۱ در شاهین دژ) نماینده مردم میاندوآب، شاهین‌دژ و تکاب در ادوار پنجم، ششم، هفتم، هشتم و دهم مجلس شورای اسلامی.
پیشتر محبی‌نیا جانشین معاونت نظارت مجلس شورای اسلامی و سرپرست دانشگاه فرهنگیان و نمایندهٔ حوزهٔ انتخابیهٔ میاندوآب، شاهین‌دژ و تکاب در دوره‌های دورهٔ پنجم، ششم، هفتم، هشتم و دهم مجلس شورای اسلامی بود. وی در «دوره هفتم و هشتم» عضو هیئت رئیسه «مجلس شورای اسلامی» بود. همچنین ریاست مؤسسه مطالعات غرب کشور در اوایل دهه ۷۰ را نیز عهده دار بوده است.
وی در دوازدهمين دوره انتخابات مجلش شورای اسلامی نيز شرکت جست ولی با کسب ۲۶.۶۱۳ رأی نتوانست تعداد آرای کافی برای ورود به مجلس شورای اسلامی را کسب کند.